# 일용할 양식
일용할 양식(Our Daily Bread)은 미국에서 제작된 킹 비더 감독의 1934년 드라마, 멜로/로맨스 영화이다. 카렌 몰리 등이 주연으로 출연하였다.
이 영화는 문화적, 역사적, 미적 중요성으로 인해 미국 의회도서관에 의해 미국 국립영화등기부의 보존물로 선정되었다.

## 출연

### 주연
- 카렌 몰리
- 톰 킨
- 존 쿠알른